# 二人でお茶を (テレビドラマ)
『二人でお茶を』は日本テレビで放送されていた30分間のミュージカルドラマ。
放送期間は1954年3月5日から1956年3月26日まで、放送時間は毎週金曜12:15 - 12:45。
明治製菓（現在：明治）一社提供。

## 概要
ツウ子とヤン平という若い男女二人の青春劇を描いた一話完結型のミュージカルドラマ。
主演はフランキー堺（ヤン平）、中村メイコ（ツウ子）。さらに助演として初回から沢村い紀雄、桜京美も参加。助演二人の役どころは毎回異なっていた。脚本はしのざき凡、筧晋平。音楽は萩原哲晶とデューク・ファイブ。
放送初回から3月19日(第3回)までの番組名は「フランキーとメイコの青春ノート」であったが、3月26日（第4回）から米ミュージカル映画にちなみ「二人でお茶を」に改題された。
1954年6月3日（第13回）をもってフランキー堺が降板し、6月10日からは千葉信男が後を引き継いだ。1954年11月3日には中村メイコも降板し宮城まり子に代わった。

## テーマ曲
- 作詞：能見正比古/作曲：萩原哲晶/歌：中村メイコ
- 本作のテーマであったが、後に「明治ミルクチョコレート」のコマーシャルソングになった。